# El cónsul de Sodoma
El cónsul de Sodoma es una película española que se estrenó el 8 de enero de 2010. Dirigida por Sigfrid Monleón y protagonizada por Jordi Mollà, está basada en la vida del poeta Jaime Gil de Biedma recogida en la biografía de Miguel Dalmau Soler. 
La película transcurre principalmente en Barcelona, desde 1959 (fecha de la publicación de su primer libro) hasta la muerte del poeta, en 1990.

## Argumento
Poco después de regresar de un viaje de negocios a Filipinas, Jaime Gil de Biedma es abandonado por su amante debido a que la relación entre ambos se ha hecho insoportable dado su diferente estrato social. Jaime, hijo de un importante empresario del tabaco barcelonés, compagina su empleo en la empresa familiar con su discontinua carrera literaria. Además alterna con intelectuales de izquierda, aunque, debido a la posición de su familia, la policía no lo importuna.
Su padre le presiona para que tome las riendas de la compañía, pero él se resiste porque prefiere vivir de forma bohemia y con libertad para tener experiencias vitales que reflejar en sus obras. Hasta que conoce a Bel, una mujer liberal a punto de separarse de su marido, y planea sentar la cabeza casándose con ella además de hacerse cargo de la dirección de la empresa familiar. Pero sus planes se ven frustrados cuando el consejo de administración recibe de un rival unas fotos tomadas en Filipinas en las que aparece Jaime practicando sexo con un chico nativo. Además Bel rechaza su proposición de matrimonio y muere poco después en un accidente causado por una riada. Entonces Jaime sufre una depresión e intenta suicidarse. Una vez recobrado vuelve a su vida de siempre en los círculos literarios donde conocerá a un joven gitano, ayudante de fotografía, con el que inicia una nueva relación sentimental. Las diferencias sociales y políticas volverán a ser el origen del deterioro de esta nueva relación que finalizará el mismo día del entierro de Franco. Tiempo después, ya en la transición y con un nuevo amante, Jaime descubre que ha desarrollado, como consecuencia del sida, Sarcoma de Kaposi, un tipo de cáncer de piel que será parte de las causas de su posterior muerte.

## Reparto
| Intérprete         | Personaje                       |
| ------------------ | ------------------------------- |
| Jordi Mollà        | Jaime Gil de Biedma             |
| Bimba Bosé         | Bel                             |
| Priscilla Delgado  | Hija de Bel                     |
| Àlex Brendemühl    | Juan Marsé                      |
| Josep Linuesa      | Carlos Barral                   |
| Isaac de los Reyes | Toni                            |
| Biel Durán         | Enrique Vila-Matas              |
| Marc Martínez      | Víctor Anglada                  |
| Isabelle Stoffel   | Colita                          |
| Juli Mira          | Don Luis, padre de Jaime        |
| Vicky Peña         | Doña Luisa Alba, madre de Jaime |
| Alfonso Begara     | Luis                            |

## Comentarios
La película está basada en el libro que el guionista Miguel Dalmau escribió en 2004. 
Hubo polémica por la calificación que recibió la película por ofrecer escenas de sexo explícito.
Rodada en Barcelona.Parte de la película se rodó en el Disco Rick´s de la calle Clavel de Madrid
Debuta como actriz la modelo y cantante Bimba Bosé.

## Palmarés cinematográfico
XXIV edición de los Premios Goya
| Categoría                     | Persona                                                             | Resultado  |
| ----------------------------- | ------------------------------------------------------------------- | ---------- |
| Mejor actor protagonista      | Jordi Mollà                                                         | Candidato  |
| Mejor actriz de reparto       | Vicky Peña                                                          | Candidata  |
| Mejor guion adaptado          | Joaquín Górriz Miguel Dalmau Sigfrid Monleón Miguel Ángel Fernández | Candidatos |
| Mejor diseño de vestuario     | Cristina Rodríguez                                                  | Candidata  |
| Mejor maquillaje y peluquería | José Antonio Sánchez Paquita Núñez                                  | Candidatos |

- Jordi Molla candidato a mejor protagonista masculino de Premios Gaudí.
- Vicky Peña candidata a mejor actriz de reparto de Premios Gaudí.